# Тулио Коща
Тулио Умберто Перейра Коща (на португалски: Túlio Humberto Pereira Costa) е бивш бразилски футболист, нападател. Най-добрите моменти от кариерата му са в Ботафого, където той става два пъти голмайстор на Бразилия Серия А и шампион на Бразилия през 1995 г. Тулио е играл в много отбори, най-известните от тях са: Ботафого, Гояс, Коринтианс, Флуминенсе и швейцарският ФК Сион. През цялата си кариера е носел екипите на общо 23 отбора. С националния тим на Бразилия печели второ място на Копа Америка през 1995 г. През 2006 г. вкарва гол номер 700 в своята кариера.